# Günter Schiepek

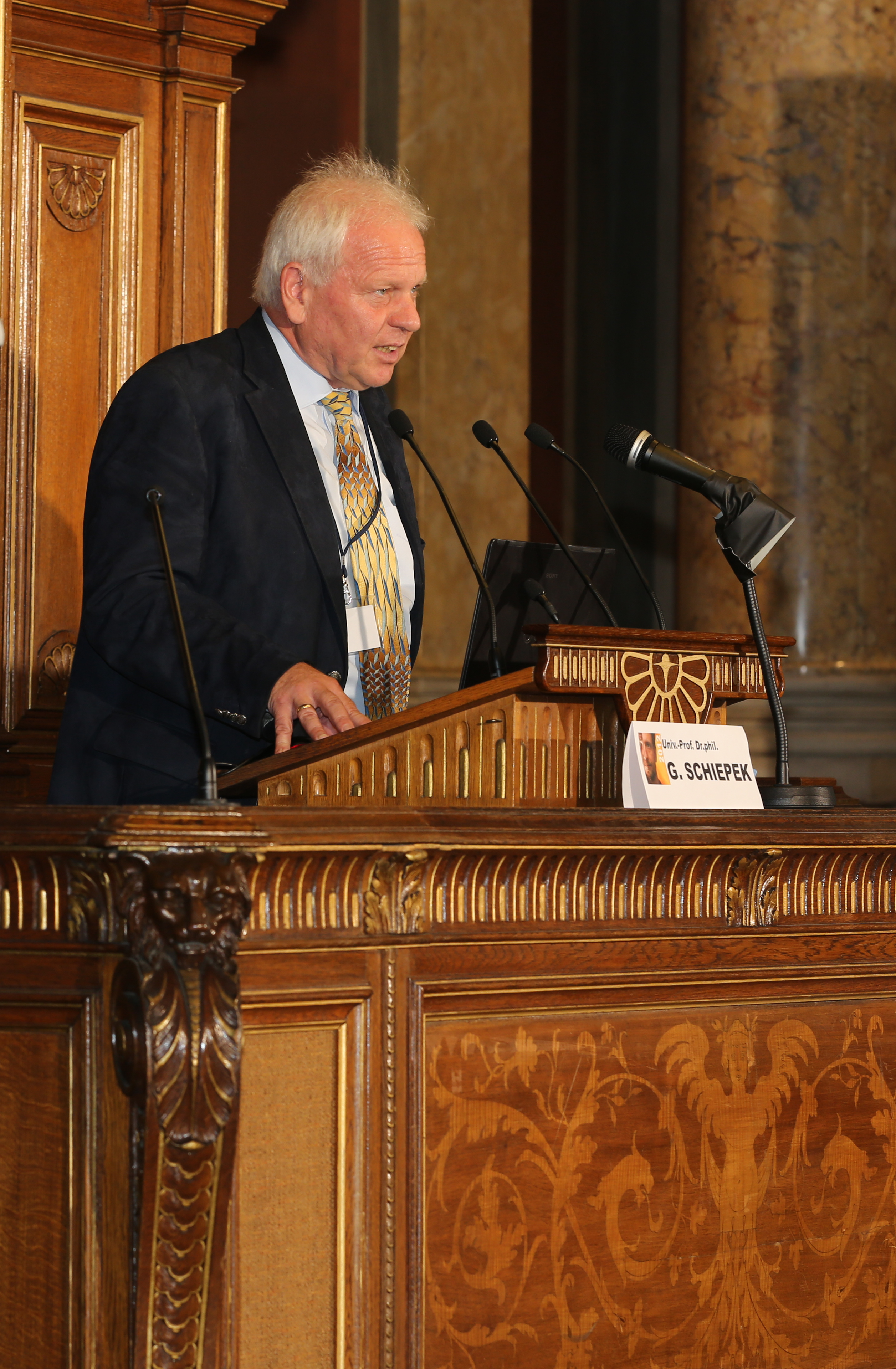
Günter Schiepek

Günter Schiepek (* 1958) ist ein deutscher Psychologe und Hochschullehrer an der Donau-Universität Krems und der Universität Bamberg.

## Wirken
Neben seiner Lehrtätigkeit leitet Schiepek auch das Institut für Synergetik und Psychotherapieforschung an der Paracelsus Medizinischen Privatuniversität Salzburg, ist stellvertretender Vorsitzender der Deutschen Gesellschaft für Komplexe Systeme und Nichtlineare Dynamik, Autor zahlreicher Fachbücher und praktiziert im Bereich lösungsorientierter Kurzzeittherapie und Supervision. Er betreibt Evaluations- und Prozessforschung zur systemischen Therapie und leitet Forschungsprojekte zur Synergetik und Chaostheorie betreffend klinische und sozialpsychologische Fragestellungen am Universitätsklinikum der RWTH Aachen (1998–2003). Schiepek ist Mitglied des Redaktionsteams der Zeitschrift Systeme und Wissenschaftlicher Beirat verschiedener systemischer Fachzeitschriften. Er ist Miteigentümer des Center for Complex Systems in Stuttgart.
Er hat das erste wissenschaftliche Gutachten zur Anerkennung der systemischen Therapie durch den wissenschaftlichen Beirat für Psychotherapeuten (WBP) verfasst. Die systemischen Therapien sind nach dem Psychotherapeutengesetz 2008 als Psychotherapieverfahren vom WBP wissenschaftlich anerkannt.
Die jährlich von Schiepek durchgeführte Summerschool im Kloster Seeon im Chiemgau ist eine wissenschaftliche Tagung mit den Themen der aktuellen Psychotherapieforschung und Forschungsprojekten aus der Praxis.
Seine Arbeitsschwerpunkte sind Synergetik und Dynamik nichtlinearer Systeme in Psychologie und Neurowissenschaften, Prozess-Outcome-Forschung in der Psychotherapie, Neurobiologie, Real-Time Monitoring verschiedener Anwendungsfelder, Sozialpsychologie, Management und Kompetenzforschung.

## Schriften
- Stachowske, Ruthard & Schiepek, Günter: Etablierung der ICF im System der medizinischen Rehabilitation Lüneburg: 2008. Vortrag auf Wissenschaftsforum – Kinder, Familie, Sucht
- Tominschek, Igor & Schiepek, Günter: Zwangsstörungen: ein systemisch-integratives Behandlungskonzept. Göttingen: Hogrefe, 2007. ISBN 3-8017-1888-3
- Strunk, Guido & Schiepek, Günter: Systemische Psychologie. München: Elsevier, Spektrum, Akad. Verl., 2006. ISBN 3-8274-1710-4
- Haken, Hermann & Schiepek, Günter: Synergetik in der Psychologie. Göttingen: Hogrefe, 2006. ISBN 3-8017-1686-4
- (als Hrsg.): Neurobiologie der Psychotherapie. Stuttgart: Schattauer, 2003. ISBN 3-7945-2239-7
- Gussone, Barbara & Schiepek, Günter: Die „Sorge um sich“. Burnout-Prävention und Lebenskunst in helfenden Berufen. Tübingen: Dgvt, 2000. ISBN 3-87159-029-0
- 1. Kyffhäuser-Psychotherapietage Nr. 4. Praxis der systemischen Therapie und Beratung. Videokass. 1999. ISBN 3-934265-33-2
- 1. Kyffhäuser-Psychotherapietage Nr. 3. Die systemische Therapie als effektive Methode für Einzelne, Paare und Familien. Videokass. 1999. ISBN 3-934265-31-6
- Synergie und Qualität in Organisationen.Tübingen: Dgvt-Verl., 1998. ISBN 3-87159-015-0
- Manteufel, Andreas, Schiepek, Günter, Reicherts, Michael, Rott, Michele, Strunk, Guido & Wewers, Dieter: Systeme spielen: Selbstorganisation und Kompetenzentwicklung in sozialen Systemen. Göttingen 1998. ISBN 3-525-45821-5
- Schiepek, Günter & Tschacher, Wolfgang (Hrsg.): Selbstorganisation in Psychologie und Psychiatrie. Braunschweig: Vieweg, 1997. ISBN 3-528-06764-0
- Schiepek, Günter & Strunk, Guido: Dynamische Systeme. Grundlagen und Analysemethoden für Psychologen und Psychiater. Heidelberg: Asanger, 1994. ISBN 3-89334-266-4
- Schiepek, Günter & Spörkel, Herbert (Hrsg.): Verhaltensmedizin als angewandte Systemwissenschaft. Bergheim bei Salzburg: Mackinger, 1993. ISBN 3-900676-02-X
- Schiepek, Günter: Systemtheorie der klinischen Psychologie. Braunschweig: Vieweg, 1991. ISBN 3-528-06424-2
- Als die Theorien laufen lernten ... Bamberg 1989
- Böse, Reimund &  Schiepek, Günter: Systemische Theorie und Therapie. Böse, Reimund. – Heidelberg : Asanger, 1989, 1994 (2. Auflage). ISBN 3-89334-152-8
- (als Hrsg.): Systeme erkennen Systeme . München : Psychologie-Verlags-Union, 1987. ISBN 3-621-54703-7
- Systemische Diagnostik in der klinischen Psychologie. Weinheim : Psychologie-Verlags-Union, Beltz, 1986. ISBN 3-621-54697-9
- Praxisforschung in stationären psychosozialen Einrichtungen.Salzburg: AVM-Verlag, 1984. ISBN 3-900456-05-4
- Die Grundlagen der systemischen Therapie [Medienkombination]. Göttingen: Vandenhoeck und Ruprecht 1999. ISBN 3-525-45855-X